# Mielżyn (stacja kolejowa)
Mielżyn – dawna stacja kolejowa (Gnieźnieńska Kolej Wąskotorowa) w Mielżynie, w województwie wielkopolskim, w Polsce. Oddany do użytku w 1896 roku.